# Regiocrella camerunensis
Regiocrella camerunensis är en svampart som beskrevs av Chaverri & H.C. Evans 2006. Regiocrella camerunensis ingår i släktet Regiocrella och familjen Clavicipitaceae.   Inga underarter finns listade i Catalogue of Life.